# 矢野通
矢野 通（やの とおる、1978年5月18日 - ）は、日本の男性プロレスラー、レスリング選手、実業家（飲食店経営）、YouTuber。東京都荒川区出身。新日本プロレス所属。血液型B型。

## 経歴
中央大学レスリング部でジャンボ鶴田の2年先輩だった矢野修の息子として生まれ、7歳から父の指導のもとレスリングを始めた。京北中学校・高等学校時代には全国中学生選手権優勝、全国高等学校選抜レスリング大会、全国高校総合体育大会、国体と様々な全国大会で優勝を果たした。卒業後は日本大学に進学し、世界学生選手権日本予選97kg級で優勝する。2000年には全日本学生選手権でフリー、グレコの両部門を制覇した。日本大学経済学部経済学科卒業。
大学卒業後の2001年4月、福田富昭を通じて新日本プロレス傘下の闘魂クラブに入団し、2002年より新日本プロレスに入門する。同年5月18日、ブルー・ウルフ戦でデビューを果たした。2003年8月31日にはパンクラス両国大会に出場し、渋谷修身を相手に総合ルールに挑戦して敗れるも、内外から評価を得た。
2004年から、金髪・田吾作タイツ・半被・下駄という酒飲みキャラに扮する。矢野曰く「これが自分の本性を出した第2のデビュー戦」とのこと。矢野もヒロ斎藤、後藤達俊というヒール職人に師事し、反則負けを幾度となくやった。
2005年2月、蝶野正洋のバックアップを受けて海外武者修行に出発した。同年5月に帰国後、矢野も「ブラック・ニュージャパン」入りし真壁刀義とともに反則三昧のプレーを展開した。しかし、長州力現場監督の「あいつは正統派ならもっと上にいける」という方針から、11月に突然ベビーターンし、スコット・ノートンのタッグパートナーを務めた。2006年5月からは石井智宏と「平成の極道コンビ」という名目でタッグを組むようになり、後に天山広吉ら「G・B・H」に石井と共に合流する。以降は天山・真壁をサポートする役割に徹していたが、2007年7月29日には金村キンタローを破り、WEWヘビー級王座を獲得する。同年には真壁とのタッグでプロレス大賞最優秀タッグ賞を受賞した。
2008年2月17日、矢野は両国大会で真壁と共にIWGPタッグ王座を奪取、第51代王者に君臨する。以降は4度の防衛に成功し王座を守り続けた。が、2009年1月4日にレッスルキングダムIIIでチーム3D（ブラザー・レイ、ブラザー・ディーボン組）とハードコアマッチルールで対戦、この試合に敗れたため、同王座を海外へと流出してしまう。その後、リマッチとして同タッグチームと再び対峙するが、ここでも敗れた。
4月5日、矢野はパートナーの真壁に対して椅子攻撃を喰らわせ、G・B・Hを離反する。矢野はこの日、真壁とシングルマッチで対戦した中邑真輔と共闘を宣言し、後に真壁、本間朋晃を除いたG・B・Hメンバーと共に「CHAOS」を結成した。6月20日、DOMINION6.20にて真壁とシングルマッチで対戦。乱入してきた中邑のアシストを経て真壁を鬼殺しで葬ったが7月シリーズに幾度となく真壁が乱入、7月20日に再度シングルマッチが組まれるも、真壁のキングコングニードロップでピンフォール負けした。
2010年に入ると、矢野は標的を棚橋弘至に定め、2月14日に棚橋と対戦した。敗れはしたものの、矢野がハサミを持ち出し棚橋の髪を切るという暴挙に出て両者に遺恨が勃発した。5月3日のレスリングどんたくにて清算を晴らすべく棚橋と再戦、ここでも矢野は棚橋を新技ハーフネルソン式サイドバスター（後に鏡割と命名）で棚橋からピンフォールを奪った。試合後、矢野は突如バリカンを持ち出し、棚橋の髪を刈ろうと襲い掛かるが、失敗に終わった。6月19日、矢野はDOMINION6.19にてルーザー・ボールド・ルールで完全決着を果たすべく、3度目の対戦を行った。最後は棚橋の十字架固めで矢野がピンフォール負けを喫するも、髪を切られるのに矢野は抵抗した。しかし、駆けつけて来たKUSHIDAとTAJIRIの二人に押さえつけられ、とうとう自身が髪を刈られてしまう結末となった。
2011年1月4日、矢野はレッスルキングダムVの舞台で、TNAのロブ・ヴァン・ダムと対戦した。矢野はこの対戦以後、ヴァン・ダムの両手の親指で自身を指差すポーズを剽窃し「ヤノ・トー・ルー」とアピールするようになる。矢野もこれをキッカケに、日を追うごとにヒールでありながらコミカルな面が顕著に見られるようになり、二面性を持つレスラーとして観衆から支持を得た。5月には初代IWGPインターコンチネンタル王者決定トーナメントの決勝までいくも、王座戴冠とはならなかった。8月のG1 CLIMAXの棚橋戦では観客から盛大な「矢野通」コールを受け、棚橋にはブーイングが起こるという「逆転現象」が巻き起こり、その声援を背に棚橋に完勝する。結果的に決勝への進出を逃すものの、5勝4敗（勝ち点10点）という好成績をマークし、存在確立によるバイプレーヤー脱却の期待を見せた。
10月10日、矢野は全試合終了後の勝利者インタビュー中に棚橋とこの時すでに挑戦を表明していた永田裕志を襲撃し、IWGPヘビー級王座と同王座への挑戦権を強奪、IWGP王座の「I」の部位にガムテープを貼り付けマーカーで「Y」と書き記しカスタマイズした。以降自らを「YWGP（ヤノ・レスリング・グランプリ）王者」と名乗り、棚橋を挑発した、11月12日に強奪したベルトをかけて棚橋と対戦するも、テキサスクローバーホールドでギブアップ負けした。試合後、矢野はふてぶてしくベルトを持ち逃げしようとしたが、永田に阻まれベルトを奪還された。
これに懲りず翌2012年3月、矢野は飯塚高史と共に天コジ（天山広吉、小島聡組）の保持するIWGPタッグ王座を強奪、5月3日に同王座の挑戦にこじつけると、小島からピンフォール勝ちを収めて第59代王者に戴冠した。6月16日にリマッチとして再び交戦するも、凶器の使用で試合の収拾がつかなくなり、結局はノーコンテスト裁定に終わった。矢野のこの目に余る暴挙の末に菅林直樹社長から王座剥奪を宣告されるも、以降もベルトを保持し続けた。7月22日に天コジとIWGPタッグ王座決定戦で三度対峙するも、敗れて王座から手放した。
2013年2月9日、矢野は飯塚と共にプロレスリング・ノアに初参戦した。矢野はこの日のセミファイナルでマイバッハ谷口＆マイバッハ谷口Jrと対戦したが、両チームのラフファイトの応酬により試合は無効試合に終わった。しかし、この日のメインイベント終了後、矢野と飯塚はNO MERCYのKENTAとBRAVEの杉浦貴、丸藤正道を襲撃し、今度は両者が保持していたGHCヘビー級王座とGHCタッグ王座を強奪した。さらにNO MERCYに所属していた谷口がKENTAへ裏切りのマイバッハボムを見舞い、矢野&飯塚との共闘を選択。矢野は谷口にヘビー級王座を手渡した。3月10日横浜大会で杉浦、丸藤組とタイトルマッチで対戦、孤立した杉浦を鏡割からピンフォールを奪い、第28代王者に君臨した。また、ノアのチャンピオンになったことからグローバル・オナード・クラウン（GHC、地球規模の崇高なる王位）から「崇高なる大泥棒」のキャッチフレーズがつき、新日本プロレスでも使用されるようになった。
6月の博多大会ではKENTAの保持するGHCヘビー級王座に挑戦するも、敗れた。
2015年2月22日に開催された東京マラソンにチャリティランナーとして出場し完走、その夜に開催されたノア後楽園ホール大会に丸藤のパートナーXとして出場した。矢野もその際、マラソンの格好のまま試合を行った。
2016年1月4日、初代NEVER無差別級6人タッグ王座決定戦にブリスコ・ブラザーズとともに出場し、初代王者となった。矢野もこの頃から、長年金髪だった頭を黒髪にしている。
5月28日、ノアの大阪府立体育会館大会において丸藤と組んでGHCタッグを獲得し、ノアに定期参戦。
12月16日、新日本プロレス後楽園ホール大会のIWGPタッグ前哨戦の第4試合終了後に乱入し、第4試合に参戦した選手全員に634を決めた後に矢野が「Xは俺だ！」と1.4東京ドームに緊急参戦を表明し真壁、本間組からトロフィー・王者であるゲリラズ・オブ・デスティニーからベルトを強奪した。
2017年1月4日、石井とのタッグでIWGPタッグを奪取する。
7月、G1 CLIMAX 27にエントリー。Bブロック4勝5敗勝ち点8で敗退となるが、8月12日の最終リーグ戦で第16代NEVER無差別級王座を保持する鈴木みのるから勝利を収める。その2ヶ月後、矢野は両国大会で鈴木からリングアウト勝ちを取り、その後、NEVER無差別級ベルトを強奪した。試合後、怒り浸透の鈴木は矢野に「ブルロープ縛り付けてオレと戦え！」と投げかけると、矢野も「何でもやってやるよバーカ！」と返した。その後、NEVER無差別級選手権試合ブルロープデスマッチが決定した。
11月、ブルロープデスマッチに敗れ、NEVER王座戴冠とはならなかった。
2018年1月4日、NEVER無差別級6人タッグ選手権試合ガントレットマッチに石井、バレッタと共に出場。試合に勝利して王座から戴冠するも、翌日に組まれた防衛戦に敗れ、1日で王座から陥落となった。
8月12日、日本武道館で開催された『G1 CLIMAX 28』では、Bブロック予選を3勝6敗勝ち点6で敗退となった。この年に起きた日本大学フェニックス反則タックル問題に揺れる日本大学と栄和人氏によるパワーハラスメント問題の影響で、イメージダウンしていたアマチュアレスリング界の印象を改善するために大会開催前にはフェアプレーを宣言していた。周囲が「本当にフェアプレーを行うのか?」と疑念を抱く中で実際にクリーンな戦いに徹し、矢野もこれより数年ほど見せていなかったレスリングテクニックも披露して観衆、有識者などを驚かせた。
12月9日、WORLD TAG LEAGUE最終日にてバッドラック・ファレのグラネードに敗れ、試合終了後にバッドラックフォールを喰らう寸前でかつて矢野が自ら裏切った真壁に救出された。その5日後の12月14日にて本隊とCHAOSのカルテットで試合が組まれ、真壁とは約9年9ヶ月ぶりに同じコーナーに立った。
2019年1月4日、第0試合でのNEVER無差別級6人タッグ王座・ナンバーワンコンテンダーガントレットマッチに真壁、田口隆祐と出場して勝利し、翌日に行われる同王座の挑戦権を獲得。結果は王座戴冠とはならなかったものの、1月30日の仙台サンプラザホール大会では再び真壁、田口と挑戦して同王座の第19代王者となった。
4月29日、グランメッセ熊本大会にて真壁と共にIWGPタッグ王座に挑戦、勝てば真壁とのタッグでは約11年ぶり2度目の王座戴冠となるはずだったが、最後は矢野のパートナーの真壁が丸め込みでフォール負けし、戴冠はならなかった。
7月、G1 CLIMAX 29に出場。初戦にてIWGPインターコンチネンタル王者の内藤哲也に勝利し（内藤がロス・インゴベルナブレス・デ・ハポンになってからは初勝利。）、5連勝と独走状態だったIWGP USヘビー級王者のジョン・モクスリーから勝利して連勝をストップさせるなどし、4勝5敗でリーグ戦を終了した。
2020年1月5日、第0試合に行われたNEVER無差別級6人タッグ選手権試合ガントレットマッチにて王座から陥落した。

### KOPW戦線
8月のSUMMER STRUGGLE 2020シリーズに行われた新タイトル・KOPW2020ではピンフォール2カウントマッチとなった26日の1回戦でBUSHIに勝利。29日の明治神宮野球場大会の第2試合に行われたオカダ・カズチカ、SANADA、エル・デスペラードとの4WAYマッチでの決勝戦では試合中にSANADAのパラダイスロックの餌食となり、暫くの間リング上に放置される一幕もあったものの、デスペラードをコブラクラッチで捕獲している最中のオカダを矢野が背後からの金的→横入り式エビ固めで丸め込み、3カウントを奪取。KOPW 2020トロフィーの初代保持者となった。
11月7日、第1試合に行われたKOPW 2020争奪戦では、ノーコーナーパッドマッチルールでザック・セイバーJr.と対戦。矢野も場外で鉄柵越しのヒールホールドで捕獲された際に靴紐を鉄柵に結び付けてザックの動きを封じ、リングアウト勝ちを収めてトロフィーの防衛に成功した。その後KOPWシーズン最終戦でバッドラック・ファレとボディスラムマッチルールで対戦、試合中に何度もチェーズ・オーエンズの介入を受けるも、最後は金的から160kgのファレをボディスラムで投げ切って防衛、KOPW2020の年間王座に輝いた。
2021年3月16日のNEW JAPAN CUP2021の準々決勝でEVILと対決し、終盤でEVILをリング下に入れてリングアウト勝ちを収めれるほど優勢であったが、突然会場内の電気が消えてしまい、暗闇になってしまい完全撹乱状態に追い込まれてしまい、電気が付いても完全に混乱した状態に陥り、そのままEVILを喰らって負けてしまった。この試合でEVILの暗闇が原因で暗所恐怖症になってしまい、日常生活にも大きな支障をきたしてしまった。この日を境にEVILとのKOPWまでの暗闇抗争へと発展した。
後にも、2021年3月30日のタッグマッチでも開始1秒で電気が消えて会場内が暗くなり、その間オカダ・カズチカ、毘沙門の後藤洋央紀とYOSHI-HASHI、石井智宏をリング下に落とされ、うずくまってしまった。電気がついた瞬間、EVILのチームメイト高橋裕二郎、KENTA、バッドラック・ファレ、石森太二にストンピングを喰らされてしまう。試合終了後に椅子やテーブルが収納されたリング下に入れ込まれ、大きな悲鳴を、上げてしまう。
2021年4月4日には、KOPW争奪戦でEVILと決着を付け、暗闇抗争を終わらせる為、EVILのパートナーディック東郷をモデルに黒頭巾を被せ、K.O.勝ちを収めた。その後、バックステージでEVILに「KOPWでやってやるよ！」っと決着宣言をした。
2021年4月10日にKOPWのルール「暗闇創造黒頭巾マッチ」を提唱した。EVILはEVIL自身とディック東郷の合体技暗闇を用いた「ダークネスマッチ」を提唱し、後日Twitter投票で「暗闇創造黒頭巾マッチ」が確定した。
暗闇創造黒頭巾マッチが確定しての10日後の4月20日にEVILとチームメイトの外道を相手に、棚橋弘至（トオルとヒロシ結成前）と共に戦うも、試合の終盤でEVILが完全に暴走し、暗闇抗争が更に激昂し、外道が棚橋にメリケンサックを喰らわせ矢野と棚橋の反則勝ちになるも、大暴走したEVILが矢野の持つKOPWのトロフィーを黒塗りにされ、突如泣きだしてしまった。
そして決戦を控えた2日前の前哨戦で黒頭巾を被らされK.O.負けとなってしまった。
2022年4月28日 この日に決戦を迎え、EVILとのKOPW争奪戦暗闇創造黒頭巾マッチが行われた、開始早々黒頭巾の被せ合いからスタートし、矢野がコーナーマットを外したり、EVILのEVILホームランを喰らわされグロッキー状態になり、解説席にいたタイチの前で手を鉄柵に拘束され、黒頭巾が被らされた状態で終始リングアウト負けにされる状態になるも自力で回避した、その後ヤングライオンに拘束を外され、戦闘可能になるも東郷にストンピングを喰らわされ、EVILにリング下へ入れ込まれてしまうも脱出した。そして中盤で一時黒頭巾軍団状態になるも、なんとか黒頭巾を脱ぎ、EVILがひるんだところで黒頭巾を被せるが、東郷に電気を消され、暗闇状態でEVILに黒頭巾を被らされ、東郷のスポイラーズチョーカーで首を絞め上げられたが、終盤に入り東郷とEVILのトレイン攻撃をコーナーで喰らわされるも、EVILに黒頭巾を被せ、東郷を矢野と思わせてEVILを喰らわさせ、びっくりした状態にし、とどめの急所打ちで完全にひるませ、黒頭巾を被せてスクリューボーイでフォール勝ちを取った。そして20日の試合で黒塗りにされたトロフィーが元の色に戻った。この試合での勝利を機に暗闇抗争は幕を閉じた。
2022年1月5日のKOPW2022争奪戦では前日のランボーで勝ち残った矢野、オーエンズ、CIMA、鈴木みのるの4人が対戦。鈴木のゴッチ式パイルドライバーの前に敗れるも、隠し持っていた手錠で鈴木の腕をトップロープに固定し逃走。2月20日札幌大会で鈴木とドッグケージ・デスマッチで対戦、前哨戦から互いの陣営の選手やヤングライオン、レフェリー、リングアナといった無関係の人物まで巻き込むなど因縁深まる両者だけに試合早々から荒れた展開となり、試合途中に矢野と鈴木は共に相手の両手首を手錠でつないだまま試合を行う。先に手錠を外した鈴木は矢野をドッグケージに閉じ込めようとするも、攻守逆転し矢野が先に脱出。近くにいたヤングライオンを鈴木のいるケージに放り込み、鈴木をドッグケージに収監してタイトルを奪還するも、4月9日両国大会のノーロープ場外押し出しマッチでタイチと対戦、試合はがっぷり四つ組んでの大相撲となったが、最後は好角家のタイチに土俵（リング）際の上手投げで場外へ転落させられ敗北。タイチが試合後に鷹木信悟を次期挑戦者に指名したため、KOPW創設から続くタイトルマッチ参戦記録が途絶えた。

## 得意技
ヒール転向後は、往年の悪役レスラー上田馬之助を彷彿させるような金髪に法被姿のラフ殺法を織り交ぜた悪党ファイトを主体に相手を小バカにする挙動が目立ち、華々しい実績を有すアマチュアレスリングのテクニックを見せることは極僅かであった。オリジナル技を多数開発しており、技の名前は酒の銘柄やそれに関連する言葉が由来となったものが大半であるが、矢野が命名時に周囲に置いてあった酒から引用しただけで、拘りは全くないと矢野は発言している。
2011年を境に年々ユーモラスな言動が増していき、それに伴いかつての凶悪なラフファイトは鳴りを潜めている。現在はレフェリーのブラインドをついた急所攻撃からの丸め込みや場外で急所攻撃、或いは手錠やテーピングといったものを駆使してリングアウト勝ちを収めることが多い。インサイドワーク中心の頭脳派短期決戦を好んでおり、正攻法の3カウントやギブアップで勝利することは滅多にない。逆に、相手が自身のスタイルに乗って矢野が負けるときは丸め込まれたり、リングアウト勝ちをされることもよくある。

### フィニッシュ・ホールド
鬼殺し
現在の矢野のフィニッシュ・ホールド。相手を水車落としの体勢から肩まで担ぎ上げ、パワーボムの体勢に持ち替えて叩きつける変形の膝付き式フォールダウン・パワーボム。獣神サンダー・ライガーと柴田勝頼が同じ技名を使うが、いずれも全く違う技である。名前の由来は、日本酒の銘柄である「鬼ころし」。短期決戦スタイルとなった2020年現在、この技を出すことは滅多に無い。2021年2月27日のKOPW2021のチェーズ・オーエンズ戦では久しぶりに解禁した。
ローブロー
項目の通り矢野の反則の代名詞とも言える攻撃であるが、矢野にとっては試合を左右する重要な攻撃であり、近年フォール勝ちする試合の大半はこの攻撃からの丸め込みが決め手となっている。派生技としてローブロー・キックも愛用しており、主にバックを取られた際にレフェリーの胸元を掴むことでブラインドを付き、ここから裏霞に丸め込むのがよく多用されるフィニッシュ・ムーブである。矢野のパートナーがレフェリーの注意を引きつけている間に相手2人に同時にローブローを見舞う技には、横並びであれば634と、縦並びであれば546と名付けられている。634を二人で手を繋いで行う場合恋人634と言う。（技名の由来は二刀流として知られる宮本武蔵と剣の名人佐々木小次郎）。

### フォール技
裏霞
正面から首を捕らえ、相手の左足を払い前方へ回転させながら丸め込む変形の首固め。主に急所攻撃で相手が悶絶した所を見計らって繰り出される。フィニッシュとしても多く用いられ、矢野もこの技で数多くの実力者を倒してきた。名前の由来は、宮城県の日本酒の銘柄「浦霞」。
赤霧
相手をハーフネルソンの体勢で捕えて、左足を抱え込み前方へ回転させるフォール技。ピンフォール率の高さは裏霞に比肩する。名前の由来は、焼酎の銘柄「赤霧島」。
黒霧島
腕を極めてのスクールボーイ。矢野が使用するフォール技の中では使用頻度が少ない。名前の由来は、焼酎の銘柄「黒霧島」。
返盃
永田のリバースナガタロックIIIに対するカウンタームーブ。同技で極められた反動を生かしてさらに体を回転させ、相手に覆いかぶさるようにピンフォールを奪う技。名前の由来は、さされた酒を飲み干して杯を相手に返す意を持つ「返盃」。
盛り土
横入り式エビ固め。良く相手の両手を押さえてるので、返しにくい特徴がある。
NU
日本大学出身者でもある矢野の押さえ込み技で、技名の「NU」は「Nihon University」の略。外無双で相手を倒して押さえ込む。
FPNU
NEW JAPAN CUP 2019 2019年3月9日のデイビーボーイ・スミスJr.との前哨戦6人タッグマッチで初公開。パワーボムをさせられる体勢から相手のクラッチが自分の胴体に付いた途端に自分が横へ一回転ローリングをし、ジャックナイフのように固める技。相手のクラッチを両手で抱え込んでいるのでカウントを返しにくく、スミスJrはピンフォール負けを屈している。名前の由来は「fair play nihon University」の頭文字から取っており、「フェアプレー日大」から来ている。
○○の丸焼き
○○には対戦相手の名前が入る。テーピングで両腕を固定された時に出す技。G1 CLIMAX 31　KENTA戦で初披露。

### 組み技
鏡割
変型のサイドバスター。相手を背後からハーフネルソンの体勢で捕えて正面に回り、空いた右手で右腿辺りを外側から抱え込み、相手の体を上下逆さまの状態に持ち上げた後、後頭部から左サイドにマットに叩き付ける。主にビッグマッチや鬼殺しでピンフォールを逃した際に見られ、矢野のいわゆる「奥の手」として使用している。
名前の由来は、日本の年中行事「鏡開き」。
強力
ボディスラムの体勢で担ぎ上げた相手の体を振り子のように旋回させながら、ロック・ボトムの形で叩き付ける。試合中盤で見かける技で、フィニッシュへの布石として使用している。 名前の由来は、鳥取県原産の酒米「強力」。
大吟醸
リバース式鬼殺し。相手を肩車で担ぎ上げ、タイツを掴んでさらにリフトアップさせて前傾しながら相手を顔面からマットに叩き付ける。名前の由来は、「大吟醸」。
八海山
変型のハーフネルソン・スープレックス。 相手の背後で左腕でハーフネルソンで捕えて、腿の裏側から相手の股の間に右腕を差し込んで相手の左腿を抱え込み、後方へと投げ捨てる。ごく稀に雪崩式で放つこともある。名前の由来は、新潟県の地酒を代表する銘柄「八海山」。
ナイトキャップ
旋回式ブレーンバスター。帰国後の初戦でこの技で勝利している。名前の由来は、「寝酒」。
カナディアン・バックブリーカー
若手時代より得意としていた技。ヒール転向後は全く見られなくなった。

### 打撃技
エルボー
バックエルボー
逆水平チョップ

### 反則技
コーナーマットの引き剥がし
相手が場外でダウンしている隙にコーナーマットを引き剥がす。矢野の場合は引き剥がす時間があまりに早く、実況間では「ギネス世界記録に載る」とまで評価を得ている。外したコーナーマットは相手を殴打するための凶器としても使用される。他団体のコーナーマットの形状が違うリングでこれを行う場合、新日本のコーナーマットよりは遅くなり後ろから襲撃されることもしばしばある。基本的には新日本の親会社であるブシロード関連の広告表示のある側、または広告のない側のコーナーマットをはがし、スポンサーロゴが表示されているコーナーでは行われていなかったが、2020年現在ではどのコーナーでも行われるようになっている。また、自らのYoutubeチャンネルで検証動画を公開した際は、実際に設営を行っている佐藤健太レフリーがリング中央から4つのコーナーパッドを引き剥がし、またリング中央に戻るまでに34秒21掛かっているのに対し視線カメラを装着した状態で20秒06、カメラを外しての再チャレンジで15秒23を叩き出すなど速度の速さが実証される形となった。
テーピングによる拘束
対鈴木戦にて、テーピングにより鈴木を場外の鉄柵に固定してリングアウト勝ちを収めた。その際の決め技は「鈴木みのるの丸焼き」と命名された。それ以降鈴木相手に限らず多用されるようになった手法。永田やケニー・オメガの足をぐるぐる巻（この時被害者は人魚に例えられた。）にしたり、リング上で鈴木の上半身を腕ごと巻き上げスリーカウントを奪ったりしている。ただし、オメガには同じようにやり返されて、二人してリング上で飛び跳ねながらロープワークの攻防を見せるなど普段の新日本プロレスでは考えられないような試合を展開した（この時、実況をしていた村田晴郎は某団体を彷彿させるような試合だと暗に表現し、解説のミラノコレクションA.T.もただ呆れていた。）。「G1クライマックス29」では、ジョン・モクスリーと海野翔太の足をテーピングでぐるぐる巻きにし、二人三脚のようにしてリングアウト負けに追いやり、ついにはモクスリーからG1初黒星を奪った。
シーソーホイップ
仰向けに倒れた相手の両足を抱え込み、自らは後方に倒れ強引に相手を引き起こす。主に金具が剥き出しとなったコーナーに相手を激突させることが多いが、矢野の場合は、他にも飯塚との連携で矢野が相手をこの技で投げたところに飯塚がアイアン･フィンガー･フロムヘルを突き刺すものがあった。
髪の毛を掴んでの引き落とし
ロープに走ろうとする相手の髪の毛を後ろからワシ掴みにしてマットに叩き付ける屈辱技。この技を決めた後に、YTR（ヤノ・トー・ルー）ポーズ(下記記述)を行うことが多い。
木槌攻撃
リングアナウンサーがゴングを叩くために使用する木槌で相手の背中や頭部を殴打する攻撃。背中とタイツの間に隠し持つ姿がよく見られる。
チョーク攻撃
矢野の場合は、腕につけているテーピングをほどいて首を絞めつける。
手錠での拘束
ロープや鉄柵にはめて相手の身動きを取れなくする。逆に相手にはめられることもあるが、セコンドらと揉み合っている間にスルッと逃げたり、いつに間にか相手にはめたりして逃げたりする（タイツの中に鍵を隠し持っている）。
椅子攻撃
入場時に持ってくる赤塗りのパイプ椅子を使った攻撃。相手に投げて押し付けたところでレフェリーの視線を向けさせ反則勝ちを収めることもある。
悪質タックル
G1 CLIMAX28飯伏戦より使用している背後からのスピアタックル。なお厳密にはこの技自体は反則ではないが繰り出すタイミングは決まって反則を乱用し終えた後である。自身の母校で起った騒動が元ネタ。なお、矢野は皮肉を込めてG1 CLIMAX28中は母校の精神としてフェアプレーを宣言していた。パフォーマンス要素が強い技であるが、矢野にもレスリング由来のタックルの基礎があり、元ネタ同様高い威力を誇る。
スプレーボトル攻撃
2020年の情勢に配慮する形で、それまで使用していた水攻撃に変わって使用し始めた。アルコール消毒液の入ったスプレーボトルで相手の顔に噴きかけ視界を悪くする。

### 初期に使われた反則技
以下の技は、矢野が酒飲みキャラとしてヒールになり始めた時期に使用していた技である。いずれも反則を取られ、2004年4月からしばらくの間、矢野は連続反則負けの記録を作っている。
塩攻撃
手に隠し持った白い粉（塩のようなもの）を相手の顔面に投げつけ、相手の視界を奪う。後にプレゼント用のDVD(自身がプロデュースしたもの宣伝も兼ねて)の中に仕込むなどバリエーションが増えている。
酒噴射
酒を口に含み、相手の顔面に噴射。塩攻撃と同様に相手の視界を奪う。
番傘攻撃
入場時に持ってきた番傘で相手を思いっきり叩く。ハードコアマッチでは相手をロープに走らせ、戻ってきたところを野球のバッティングの要領で相手の胸板に殴りつけ、飛んでいったボールを目で追うように天を仰ぐのが定番となっている。2010年下半期から12月末まで抗争を繰り広げていたTAJIRIとの対戦から使用。元々は、TAJIRIのグリーンミスト対策のものだった。番傘は渋谷の古民具屋で調達をしていた（「成瀬昌由の自由人ブログ」より）。矢野もTAJIRIとの戦いで番傘を盾にし毒霧を交し、赤色の毒霧を使って攻撃しようとしたが失敗し、逆に相合傘のようになった所をTAJIRIに毒霧を食らわされた。
下駄チョップ
下駄の足をついている側で相手の背中を殴打する。

## アピール
2011年東京ドームでのロブ・ヴァン・ダムとの対戦以降、矢野もコミカルキャラが定着し観客へのアピールを行うようになった。
YTR（ヤノ・トー・ルー）ポーズ
自身の名前を呼びながら両手の親指で自身を指差すポーズ。2011年に対戦したロブ・ヴァン・ダムのアピール「RVDポーズ」を自分の名前に変えて勝手に失敬したものであるが、初めてリング上で行った際、本家並のチャントの大合唱が起きた。試合中では対戦相手の髪を掴んで引き倒した後か、金具が剥き出しになったコーナーに相手を走り込ませた後に行う。時折、アピール中に背後から腕を掴まれたり攻撃を受けて妨害される事がある。特に、鈴木軍の鈴木からは小馬鹿にされたとしてこのアピールの最中に後ろから蹴り倒される妨害をよく受けている。「ルー！」のタイミングで前に屈んで相手の攻撃を回避したり、突然振り返って相手を驚かせるパターンも見られる。
デニーロポーズ
2013年中期から行うようになったアピールで、両手を指差しにする。変顔をする以外はお笑い芸人のテルが行うロバート・デ・ニーロのものまねのそれにほとんど同じである。
各種宣伝
自身のDVDや著書を持って、また北海道の登別市の観光大使のたすきを付けて入場・退場しアピールし、放送席に対しても宣伝するように強要する。リングアナウンサーからもその時に宣伝しているTシャツとDVD・書籍名がコールされる。宣伝される項目が年々多くなっており、2020年頃からはリングアナウンサーによるコールが長文化している。これについては#現在の肩書きを参照。
マラソンポーズ
2015年の東京マラソン出場後以降、使い始めたポーズ。主に入退場時に走るような素振りをみせる。
ロープブレイク
相手の攻撃等を受けないように自らロープに行き「ブレーク！」とアピールする。このムーブ自体は過去にも行っていたが、2015年の棚橋との抗争の頃から以前より大げさにアピールするようになった。2015年のG1 CLIMAXからは試合序盤にこれを行って「ブレーク！ブレーク！ブレーク！」と繰り返し連呼し、相手を困惑させる、もしくは相手からお構い無しに攻撃されるムーブが定番化している。
ターザン
相手からロープへと振られた際、反動で跳ね返らずにロープを背に抱えて「あーああー♪」とターザンのように叫ぶ。そのまま、上記のブレーク！ブレーク！に移行する場合が多い。
なーんちゃって
金具むき出しのコーナーに振り替えされたとき、「なーんちゃって！当たんないもんね〜！」とアピールする。
ココが違う
トリッキーなムーブで相手の自爆や同士討ちに成功した際、自分の頭を指差して「ココが違うんだよバカ野郎！」や「ココが違うんでーす！」等とアピールする。

## 現在の肩書き
#アピールの節で述べたように、入場の際に矢野の肩書やグッズの宣伝をリングアナウンサーがコールしているがコールされる内容が年々増えた結果、2020年頃からコールが長文化している。そのため、ミラノコレクションA.T.や真壁が解説席にいる際は、「長げーよ」とツッコミが入ることもある。
2024年4月現在、リングアナウンサーにコールされる矢野の肩書は以下の通り。
- みんなで使おうミツカン『カンタン酢』アンバサダー
- みんなで飲もう神楽酒造『ひむかのくろうま』伝道師
- ここ（会場名）より徒歩○分、所在地・東京都水道橋のスポーツバーEBRIETASオーナー
  - 後楽園ホールおよび東京ドームの場合は徒歩5分、TDCホールの場合は徒歩4分とコールされ、それ以外の会場は地図アプリを使用し、距離数から徒歩での所要時間を計算してコールされる。九州や四国といった徒歩での来店が非現実的かつ日を跨ぐような地方会場の場合でも、膨大な分で所要時間がコールされる[注釈 5]。
- 大好評発売中、だまし絵Tシャツもよろしくね
- 北海道登別市観光大使

また、スーパー・ササダンゴ・マシンとの一面対抗戦での肩書きは以下の通り。
- みんなで使おうリケンのノンオイル
- 障がい者支援のマルク応援隊長
- ここ、後楽園ホールより徒歩5分、スポーツバーEBRIETASオーナー
- 一面対抗戦オリジナルTシャツもよろしくね
- 北海道登別市観光大使

## スポーツバー経営
2012年11月、水道橋駅近くにスポーツバー「EBRIETAS（エーブリエタース）」をオープン。店の和訳は「酩酊」。
新日本選手のイベントは勿論、野球・サッカー（国際試合含む）などプロレス以外の顧客にも対応しており、試合・遠征がない日は矢野が自ら接客を行う事もある。同店では、プロレスラーの本田アユムやSAKIも勤務している。
矢野は既婚者であり、矢野の妻が店を手伝うこともある。なお、矢野は1男1女の父親でもあり、2人の子どもがYoutubeチャンネルに登場したこともある。

## 出演

### テレビドラマ
- 金曜ナイトドラマ「民王」第1話（2015年7月24日、テレビ朝日）
- 99.9-刑事専門弁護士- 第9話（2016年6月12日、TBS） - 「いとこんち」の客

### ゲーム
- 「龍が如く6 命の詩。」（2016年12月8日、セガ） - JUSTIS六狂人・矢野通 役[17]

## 作品
矢野はDVDなどを多く発売しており、試合時にはDVDを持ち直接DVDを販売することなども多くリングコールの際も名前を言う前に「大好評発売中」と商品名を明記し、「絶対、読んでもためにならない本」著者とリングアナウンサーが宣伝をする。

### DVD
- 矢野通デビュー10周年記念DVD Y・T・R! V・T・R! ~トール トゥギャザー~ （2012年9月28日、TCエンタテインメント）– プロデュース
- 矢野通デビュー11周年記念DVD Y・T・R! V・T・R! ~トール トゥギャザー通（ツー）~（2013年8月21日、TCエンタテインメント）
- 矢野通プロデュース CHAOS結成5周年記念DVD Y・T・R的修学旅行（2014年4月25日、TCエンタテインメント）– プロデュース
- 矢野通プロデュース「邪道外道デビュー25周年記念DVD」 （2014年11月21日、TCエンタテインメント）– プロデュース
- 矢野通プロデュースDVD Y・T・R！V・T・R！第4弾 「CHAOS学園」」（2015年10月14日、TCエンタテインメント）– プロデュース
- 矢野通プロデュースDVD Y・T・R! V・T・R! 第5弾「トオル・ナオミチ・カズシが行く おとなの社会科見学」（2017年2月8日、TCエンタテインメント）– プロデュース
- 矢野通プロデュース「ウルトラCHAOSクイズ」（2017年7月12日、アミューズソフト）– プロデュース[18]
- TORU YANO <ｷﾞﾘｷﾞﾘ>15TH ANNIVERSARY  Y・T・R！V・T・R！Ⅵ〜そして伝説へ？〜（2018年3月30日、TCエンタテインメント）[19]

### 音楽CD
- 矢野通プロデュース“CHAOS”　（2014年8月12日、キングレコード）– プロデュース

### 著書
- 『絶対、読んでもためにならない本―矢野通自伝』（2016年10月1日、ベースボールマガジン社）ISBN 978-4-583-10988-6[20]
- 『矢野通のオイシイ生活』（2020年11月27日、ホビージャパン）ISBN 978-4-7986-2310-8[21]

## 戦績
| 総合格闘技 戦績 | 総合格闘技 戦績 | 総合格闘技 戦績 | 総合格闘技 戦績 | 総合格闘技 戦績 | 総合格闘技 戦績 | 総合格闘技 戦績 |
| --------------- | --------------- | --------------- | --------------- | --------------- | --------------- | --------------- |
| 1 試合          | (T)KO           | 一本            | 判定            | その他          | 引き分け        | 無効試合        |
| 0 勝            | 0               | 0               | 0               | 0               | 0               | 0               |
| 1 敗            | 0               | 1               | 0               | 0               | 0               | 0               |

| 勝敗 | 対戦相手 | 試合結果                 | 大会名                                                    | 開催年月日    |
| ×    | 渋谷修身 | 2R 2:35 腕ひしぎ十字固め | パンクラス PANCRASE 2003 HYBRID TOUR 旗揚げ10周年記念大会 | 2003年8月31日 |

## タイトル歴
新日本プロレス
- IWGPタッグ王座（第51代, / 真壁刀義、第59代, / 飯塚高史、第73代, / 石井智宏）
- NEVER無差別級6人タッグ王座（初代・3代,  / ジェイ・ブリスコ、マーク・ブリスコ、第15代,  / 石井智宏、バレッタ、第19代, / 真壁刀義、田口隆祐、第27・29代, / 棚橋弘至、ボルチン・オレッグ、 第31代, / YOH、マスター・ワト）
- KOPW2020覇者（初代トロフィー保持者）
- KOPW2021覇者（初代・第3代トロフィー保持者）
- KOPW2022 第2代トロフィー保持者

プロレスリング・ノア
- GHCタッグ王座 （第28・34代, / 飯塚高史→丸藤正道）
- グローバル・タッグ・リーグ戦優勝（2016年,  / 丸藤正道）

アパッチプロレス軍
- WEWヘビー級王座（第4代）

EPW
- EPWタッグ王座（初代, / ケンドー・カシン）

プロレス大賞
- 2007年度プロレス大賞 最優秀タッグチーム賞（ / 真壁刀義）
- 2011年度プロレス大賞 最優秀試合賞（8月27日、ALL TOGETHER日本武道館大会、矢野通、飯塚高史VS武藤敬司、小橋建太）